# Бабушко Світлана Ростиславівна

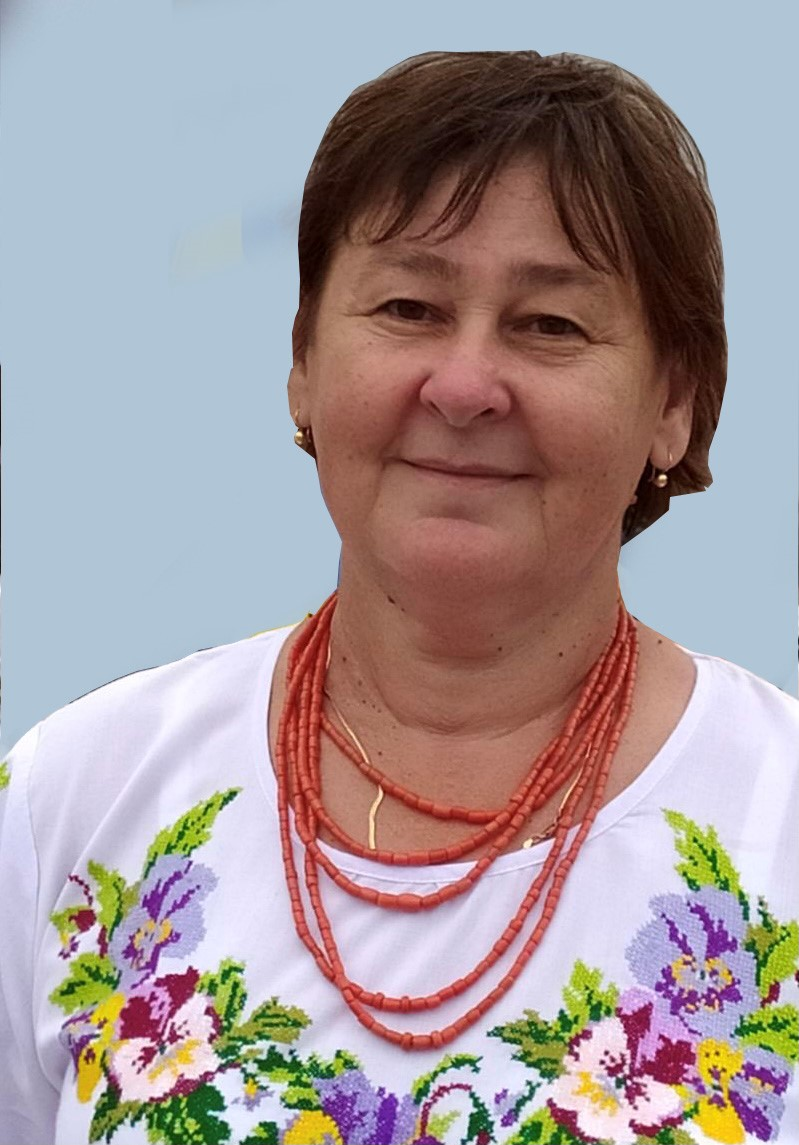

Світлана Ростиславівна Бабушко
| Народилася       | 8 грудня 1964 (60 років) м. Багачеве (Ватутіне) Черкаська область                                                                                 |
| Громадянство     | Україна |
| Національність   | українка |
| Місце проживання | Київ |
| Діяльність       | науково-педагогічний працівник |
| Alma mater       | факультет іноземних мов, Черкаський державний педагогічний інститут (1987) (нині Черкаський національний університет імені Богдана Хмельницького) |
| Посада           | завідувач кафедри туризму Національного університету фізичного виховання і спорту України                                                         |
| Нагороди         | Відмінник освіти (2006) Почесний краєзнавець України (2024)                                                                                       |

Світлана Ростиславівна Бабушко (8 грудня 1964, м. Багачеве (Ватутіне) Черкаської обл. ) – український науковець, педагог, краєзнавець, завідувач кафедри туризму Національного університету фізичного виховання і спорту України. Дослідниця проблем освіти дорослих, сфери міжнародного і вітчизняного туризму, підготовки майбутніх фахівців для сфери туризму, професійного розвитку фахівців сфери туризму, краєзнавства, методики навчання англійської мови у закладах вищої освіти. 
Професійна діяльність  
1987 - закінчила факультет іноземних мов Черкаського педагогічного інституту.
1987 – учитель англійської мови у середній школі с. Стецівка Звенигородського району Черкаської області
1992 – учитель англійської мови у Звенигородській школі з поглибленим вивчення англійської мови І-ІІІ ступенів № 3
1994 – навчання в аспірантурі Черкаського державного університету імені Б. Хмельницького
1997 – асистент кафедри практики  англійської мови Черкаського державного університету імені Б. Хмельницького
2003 – завідувач кафедри іноземних мов Інституту туризму Федерації професійних спілок України
2014 – доцент кафедри української та іноземних мов Національного університету фізичного виховання і спорту України
з 2016 р. – завідувач кафедри туризму Національного університету фізичного виховання і спорту України
Наукова діяльність
1998 р. – дисертація на здобуття наукового ступеня кандидата наук https://surl.li/covwbp  «Категоріальний простір локативних і темпоральних прислівників сучасної англійської мови» за спеціальністю 10.02.04 – Германські мови, Київський державний лінгвістичний університет, наук. кер. – доктор філологічних наук, професор С. А. Жаботинська 
2008 р. – присвоєно вчене звання доцента кафедри іноземних мов 
2015 р. – дисертація на здобуття наукового ступеня доктора педагогічних наук   «Теоретичні та методичні засади професійного розвитку фахівців туристичної сфери США і Канади» за спеціальністю 13.00.04 – Теорія і методика професійної освіти, Інститут педагогічної освіти і освіти дорослих  Національної академії педагогічних наук України, наук. кер. – доктор педагогічних наук, професор, член-кореспондент Академії педагогічних наук України Л. Б. Лук’янова.
2020 – присвоєно вчене звання професора кафедри туризму.
Наукові праці
Автор (співавтор) понад 150 наукових і навчально-методичних праць (Google Scholar), з них основні:
Монографії
Паперовий чи електронний підручник? Аналіз рефлексій здобувачів вищої освіти. Der Stand  der  Entwicklung  von Wissenschaft  und  Technik im  XXI  Jahrhunderts:   Pädagogik  und   Pädagogik,   Psychologie  und   Soziologie,   Philosophie, Philologie,  Geschichte,  Kunstgeschichte.  Monografische Reihe «Europäische Wissenschaft». Buch 32. Teil 5. Karlsruhe, Germany: ScientificWorld-NetAkhatAV, 2024. С.8-24. DOI:  (у співавторстві).
Аналіз міжнародних документів з питань освіти і навчання мігрантів. Scientific Thought Development 2024: monograph. Book 31, Part 3 “Education and pedagogy, psychology and sociology, philosophy, philology”. Karlsruhe, Germany: ScientificWorld-NetAkhatAV, 2024. С. 72-81. DOI: 
Інноваційні підходи у вищій туристичній освіті. Напрями удосконалення соціально-гуманітарних відносин в сучасних умовах розвитку України та світу: колективна монографія. Харків: СГ НТМ «Новий курс», 2022 (у співавторстві).
Підготовка туристичної індустрії до відновлення після COVID-19: аналіз досвіду країн світу зі збереження кадрового потенціалу. Особливості розвитку ринку туристичних послуг України під впливом COVID-19 та карантинних обмежень: монографія. Кривий Ріг: Вид. Р. А. Козлов, 2021. 
Професійний розвиток фахівців сфери туризму в США та Канаді: монографія ; за ред. Л. Б. Лук‘янової. К.-Ніжин: Видавець ПП Лисенко М. М., 2015. 424 с. 
Навчальні посібники
Tour Operating: навч. посібник з дисципліни «Англійська мова за професійним спрямуванням» для здобувачів освітнього ступеня «Бакалавр» спеціальності 242 «Туризм». К.-Звенигородка: КП «ЗВПП», 2017. 113 c. 
Hotel Business: навч. посібник з дисципліни «Англійська мова за професійним спрямуванням» для здобувачів освітнього ступеня «Бакалавр» спеціальності 242 «Туризм». К.-Звенигородка: КП «ЗВПП», 2016. 190 c.
English for Tourism Students: навч. посібник з дисципліни «Англійська мова за професійним спрямуванням» для здобувачів освітнього ступеня «Бакалавр» спеціальності 242 «Туризм». К.-Звенигородка: КП «ЗВПП», 2016. 164 c. 
Catering Industry Service: навч. посіб. к з англійської мови для студентів напряму підготовки 6.030601 «Менеджмент» професійного спрямування «Менеджмент організацій і адміністрування» (Менеджмент туристичної індустрії). Черкаси: Інтроліга ТОР, 2013. 200 с.
Статті, що входять до міжнародних наукометричних баз Scopus та Web of Science
Main Directions of Improving Ukrainian Legislation on Tourism in Postwar Times. STUDIA REGIONALNE I LOKALNE. (Regional and Local Studies). Special Issue on Ukraine. 2023. Р. 110-117. DOI: (у співавторстві).
Visual construct in museum practices. Східноєвропейський гуманітарний вісник. Вип.23. Дрогобич: Видавничий дім «Гельветика», 2022. (East European Historical Bulletin. Issue 23. Drohobych: Publishing House “Helvetica”, 2022). С.195-203. DOI:  (у співавторстві).
How to smooth international student’s adaptation in Ukraine? Revista Românească pentru Educaţie Multidimensională. Vol.14. No 1(2022). pp. 93-114. DOI:  (у співавторстві).
Linguistic and Non-Linguistic University Students’ Attitude Towards Error Correction in EFL Learning. Revista Românească pentru Educaţie Multidimensională. Vol.12, Issue 4, 2020. Pp.72-86. DOI: (у співавторстві).
Forming Tourism Higher School Students’ Readiness for Foreign Language Communication in Ukraine Tertiary level.  International Journal of Language Education. Vol. 4. No 2, 2020, pp. 234-244. ISSN: 2548-8457 (Print) 2548-8465 (Online). DOI:  (у співавторстві).
What makes university students swear? Advanced Education. Issue 13. 2019. P. 112-119. URL:   (у співавторстві).
Статті у фахових виданнях України
Європейська гуманітарна підтримка українок проти гендерного і сексуального насильства. Освіта дорослих: теорія, досвід, перспективи: зб. наук. праць / [редкол. Л. Б. Лук‘янова (голова) та ін.]; Ін-т пед. освіти і освіти дорослих імені Івана Зязюна НАПН України. Вип. 2(24). Київ, 2024. C. 152-161.  DOI:  
Media and information literacy upskilling for educators at universities: Ukrainian context. Освітологічний дискурс. №4(43). Київський університет імені Б. Грінченка. 2023. DOI:  https://doi.org/10.28925/2312-5829.2023.43  (у співавторстві).
Гендерні бар’єри в неформальній освіті дорослих в Європі. Освіта дорослих: теорія, досвід, перспективи: зб. наук. праць / [редкол. Л. Б. Лук‘янова (голова) та ін.]; Ін-т пед. освіти і освіти дорослих імені Івана Зязюна НАПН України. Вип. 2(22). Київ, 2022. C. 27-38. DOI:  (у співавторстві).     
Humanitarian Mission of Local History Museums in the Society: Ukraine’s Experience. Краєзнавство. 2022. Вип.1-2. С. 40-47. DOI:  (у співавторстві).    
Громадська діяльність
2004-2014 – член Всеукраїнської спілки краєзнавців, голова первинного осередку краєзнавців Інститут туризму ФПУ  Київської міської організації Національної спілки краєзнавців України
із 2014 р. – голова первинної організації краєзнавців НУФВСУ  Київської міської організації Національної спілки краєзнавців України
Нагороди та відзнаки
Нагрудний знак Міністерства освіти і науки України «Відмінник освіти»  (2006) 
Подяка Міністерства освіти і науки України (2019)
Грамота Міністерства освіти і науки України (2022)
Почесний краєзнавець України (2024) 
Посилання
Бабушко Світлана Ростиславівна // Національний університет фізичного виховання і спорту України